# Georg Friedrich von Grotenhielm

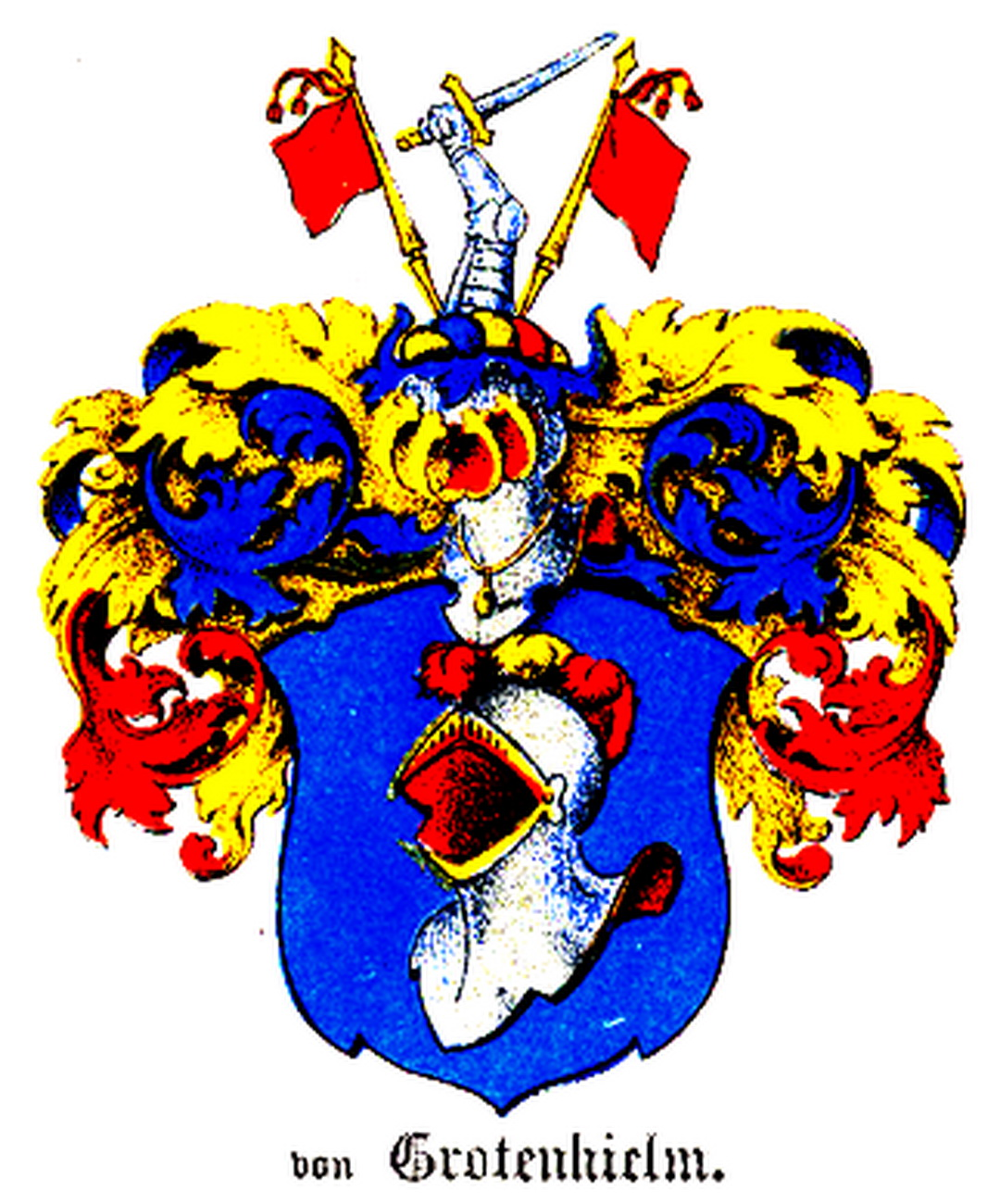
Wappen des Adelsgeschlechts „von Grotenhielm“

Georg Friedrich von Grotenhielm (auch Grotenhjelm; russisch: Георгий (Григорий) Евстафьевич Гротенгельм; * 19. Oktober 1721; † 8. Oktober 1798 auf Gut Sallentack in Estland) war ein russischer General en chef, russischer Gouverneur in Estland und Senator im Regierenden Senat des Russischen Kaiserreichs.

## Leben
Georg Friedrich von Grotenhielm stammte aus dem baltisch-schwedischen Adelsgeschlecht von Grotenhielm. Sein Vater war der russische Rittmeister Magnus Gustav von Grotenhielm (1687–1753), Herr auf Sallentrack und Kollo in Estland. Seine Mutter war Charlotte Sophie Marcks (1704–1743) aus Stettin.
Seine militärische Laufbahn begann 1738 in der Kaiserlich-Russischen Armee im Butyrkschen-Infanterie-Regiment. 1752 erhielt er das estländische Indigenat. Als Premiermajor diente er 1757 im Siebenjährigen Krieg. 1759 wechselte er als Oberstleutnant in das Ladoga-Regiment, danach wurde er 1762 zum Oberst befördert und wurde zum Regimentskommandeur des Butyrsksche-Infanterie-Regiment ernannt. Seine weiteren Beförderungen waren 1768 zum Brigadier, 1770 zum Generalmajor und 1774 schließlich zum Generalleutnant. Seine letzte Verwendung war die des Befehlshabers über die Weißrussische Division.
Als Generalleutnant wurde er 1779 russischer Gouverneur in Estland, er wurde 1780 in Livland eingebürgert. 1783 bis 1786 war er Zivilgouverneur in Estland. Mit Einführung der neuen Verwaltungsstruktur in Estland wurde er 1786 General en chef und Senator im „Regierenden Senat“ des Russischen Kaiserreichs.

## Immatrikulationen
Georg Friedrich v. G. wurde in die baltischen Adelsmatrikel immatrikuliert:
- 4. Juli 1752 unter der Registrierungsnummer 88 in die estländische Adelsmatrikel
- 1762 in die Öselsche Ritterschaft unter der Nummer 34
- 8. August 1780 mit der Nummer 212 in die Livländische Ritterschaft

## Auszeichnungen
- 1770 Russischer Orden des Heiligen Georg, 3. Klasse
- 1771 Russischer Orden der Heiligen Anna
- Alexander-Newski-Orden